# Evoluzione tecnologica
Evoluzione tecnologica è il termine della seconda metà del XX secolo che indica la teoria degli studi su scienza e tecnologia sviluppata dal filosofo ceco Radovan Richta, volta a descrivere il processo dello sviluppo tecnologico.

## Descrizione
Secondo Richta e successivamente Masse Bloomfield, la tecnologia (che Richta definisce come un'«entità materiale creata dall'applicazione di sforzo mentale e fisico alla natura al fine di ottenere un certo valore») evolve in tre stadi: strumenti, macchine, automazione. Questa evoluzione, afferma, segue due tendenze: sviluppo e implicazioni teoriche.

## Sviluppo
Il periodo pretecnologico, in cui rimangono oggi tutte le altre specie animali eccetto alcune specie di uccelli e di primati, è stato un periodo non razionale del primo uomo preistorico.
L'avvento della tecnologia, resa possibile dallo sviluppo della facoltà razionale, ha aperto la strada per la prima fase: lo strumento.
Uno strumento fornisce un vantaggio meccanico nella realizzazione di un oggetto fisico, freccia, aratro, o martello che aumenta quantità e qualità del lavoro fisico, permettendogli di raggiungere in modo più efficiente il suo obiettivo.
Successivi strumenti alimentati da forza animale, come l'aratro e il cavallo, hanno aumentato la produttività della produzione agricola di circa dieci volte rispetto alla tecnologia dei cacciatori-raccoglitori. Gli strumenti permettono di fare cose impossibili da realizzare con il solo proprio corpo, come vedere minuti dettagli visivi con un microscopio, manipolare oggetti pesanti con una carrucola e un carro, o trasportare acqua in un secchio.
La seconda fase tecnologica è stata la creazione della macchina creata da un team di sviluppo.
Una macchina (una macchina motorizzata per essere più precisi) è uno strumento che sostituisce l'elemento dello sforzo fisico umano e che richiede solo di controllarne il corretto funzionamento. Le macchine si sono diffuse con la rivoluzione industriale, anche se i mulini a vento, un tipo di macchina, sono molto più antichi. Esempi di macchina sono le automobili, i treni, i computer e le luci elettriche.
Le macchine permettono agli esseri umani di superare notevolmente i limiti dei loro corpi. Usare una macchina in una fattoria, un trattore agricolo, ha aumentato la produzione di cibo di almeno dieci volte rispetto alla tecnologia dell'aratro e del cavallo.
La terza ed ultima fase di evoluzione tecnologica è l'automazione.
L'automazione si basa sull'utilizzo di una macchina che rimuove l'elemento di controllo umano per mezzo di un algoritmo automatico.
Esempi di macchine che presentano questa caratteristica sono gli orologi digitali, le centraline telefoniche automatiche, i pacemaker e i programmi per computer.
È importante notare che le tre fasi delineano l'introduzione dei tipi fondamentali di tecnologia e quindi tutti e tre continuano ad essere ampiamente usate oggi. Un aratro, una penna e un microscopio ottico sono tutti esempi di diverse tipologie di strumenti, ancor oggi utilizzati.

## Implicazioni teoriche
Il processo di evoluzione tecnologica culmina con la capacità di raggiungere tutti i valori materiali tecnologicamente possibili e desiderabili dalla mente umana.
Una implicazione economica di questa idea è che il lavoro intellettuale diventerà sempre più importante rispetto al lavoro fisico. I contratti e gli accordi relativi alle informazioni diventeranno sempre più comuni nell'economia di mercato. La nascita e la diffusione di nuovi tipi di istituti che hanno a che fare con le informazioni, (ad esempio: università, biblioteche, società di brevetti commerciali, ecc.), sono un indizio che una civiltà è in una fase di evoluzione tecnologica.
È interessante notare che tutto questo mette in evidenza l'importanza del dibattito sulla proprietà intellettuale all'interno di sistemi di distribuzione decentralizzati, come avviene oggi con internet, in cui il prezzo di distribuzione delle informazioni sta andando verso lo zero, grazie all'invenzione di strumenti sempre più efficaci per la distribuzione di informazioni, e con crescenti quantità di informazioni che vengono distribuite ad una clientela sempre più ampia col passare del tempo. Con la crescente riduzione di intermediazione in questo tipo di mercati e con le crescenti preoccupazioni per la tutela dei diritti di proprietà intellettuale, non è chiaro quale forma avrà il mercato delle informazioni con l'evoluzione dell'era dell'informazione.